# Estela Bocángel Montesinos
Estela Bocángel Montesinos (Cuzco, 1900-1988) fue una sindicalista y activista política peruana.
Junto a sus cinco hermanas (Augusta, Natividad, Alejandrina, Raquel y Camila) fueron conocidas como las «hermanas Bocángel Montesinos». Vinculada al Partido Comunista, cobró relevancia en 1931, durante el gobierno del general Luis Miguel Sánchez Cerro, cuando integró, junto a la escultora Carmen Saco y otras mujeres, el grupo «Socorro Rojo», asociado a la Confederación Nacional de Trabajadores y que se ocupaba de prestar asistencia a los presos políticos.
En 1932 fue retratada por José Sabogal.